# Шефер Давид Григорович
Давид Григорович Шефер ( 1 грудня 1898, с. Малі Степанці, Канівський район, Київська губернія, Російська імперія - 4 червня 1978, Свердловськ, РРФСР, СРСР ) - вчений-медик, радянський невропатолог, нейрохірург, заслужений діяч науки РРФСР (195).

## Біографія
Народився 1 грудня 1898 року в Київській губернії, звідки його сім'я невдовзі переїхала до Астрахані. 
У 1917 році закінчив зі срібною медаллю гімназію та вступив на медичний факультет Саратовського університету. Громадянська війна не дала закінчити навчання. Як студента-медика його відправили на фронт до Червоної Армії. Служив начальником щеплення на Царицинському фронті, де проводив профілактичні щеплення бійцям проти черевного тифу. Після закінчення війни повернувся до Саратовського університету, де продовжив навчання, одночасно працюючи фельдшером.
У червні 1922 року закінчив Саратовський університет і був розподілений в Астрахань. Там працював у клініці нервових хвороб Астраханського медичного інституту. З 1925 року переїхав до Ростов-на-Дону, де працював у клініці нервових хвороб та нейрохірургії Ростовського медичного інституту під керівництвом професора П. І. Емдіна. Навчався на кафедрі в аспірантурі, своїм учителем уважав наукового керівника, професора П. І. Емдіна.
У Ростові-на-Дону в 1936 захистив докторську дисертацію на тему «Рентгенівські промені і центральна нервова система», отримав вчений ступінь доктора медичних наук.
З 1937 року працював зав. кафедрою нервових хвороб та нейрохірургії Свердловського медичного інституту. Став творцем уральської школи неврології.
У роки Великої Вітчизняної війни працював головним невропатологом та нейрохірургом Уральського військового округу. Підполковник медичної служби
Під керівництвом Д. Г. Шефера було підготовлено та захищено 59 кандидатських та 20 докторських дисертацій,
Область наукових інтересів: діагностика, патогенез та лікування пухлин головного мозку, нейроінфекції, захворювання вегетативної нервової системи, епілепсії, судинні захворювання мозку, проблеми професійної патології периферичної нервової системи та ін.
Був членом Правління Всесоюзного товариства невропатологів та психіатрів, Всесоюзного товариства нейрохірургів, редактором журналу «Неврологія» БМЕ, членом кількох зарубіжних наукових медичних товариств.
Помер 4 червня 1978 року. Похований на почесній секції Широкореченського цвинтаря.

## Нагороди та звання
- Орден Леніна.
- Орден Трудового Червоного Прапора.
- Орден Великої Вітчизняної війни 2 ступеня (20.11.1944).
- Орден Червоної Зірки (11.07.1945).
- 8 медалей, у тому числі «За перемогу над Німеччиною у Великій Вітчизняній війні 1941—1945 рр.» (09.05.1945) [1] .
- Заслужений діяч науки РРФСР (1962).

## Праці
Давид Григорович Шефер є автором близько 300 наукових праць, у тому числі монографій:
- Рентгенівські промені та центральна нервова система, дис. - Ростов н/Д., 1936;
- Нейроінфекції на Уралі, зб. 1-2. - Свердловськ, 1940-1948 (авт. ряду гол. та ред. );
- Діагностика та лікування вогнепальних поранень периферичних нервів. - Свердловськ - М., 1944 (совм. з Колік М. е.. );
- Гострий поліомієліт. - Свердловськ, 1957 (совм. з Гринкевич О. В.); Пухлини мозку. - Свердловськ, 1958 (авт. ряду гол. та ред. );
- Гіпоталамічні (діенцефальні) синдроми. - М., 1962, 1971;
- Швидка допомога при мозковому інсульті. - Свердловськ, 1965, Д., 1970 (совм. з ін. );
- Клініка, діагностика та лікування гострих порушень мозкового кровообігу. - Свердловськ, 1977 (авт. ряду гол. та ред. совм. з Крупіним E. н. ).